# Recea, Iași
Recea este un sat în comuna Țibănești din județul Iași, Moldova, România.